# Dead Silence (película de 1991)
Dead Silence (conocida en España como Muerte silenciosa) es una película de drama y suspenso de 1991, dirigida por Peter O’Fallon, escrita por Bob Bibb, Lewis Goldstein y J. David Miles, musicalizada por Tim Truman, en la fotografía estuvo Ernest Holzman y los protagonistas son Renée Estevez, Lisanne Falk y Carrie Mitchum, entre otros. El filme fue realizado por FNM Films, se estrenó el 26 de agosto de 1991.

## Sinopsis
Tres jóvenes estudiantes comienzan unas vacaciones, prontamente se vuelven trágicas cuando chocan a una persona que hacía dedo y escapan. Van a mantener ese suceso en secreto, sin embargo, con el tiempo van apareciendo pruebas, ahora deben afrontar el dilema: lo moral o la amistad.